# 劉以達
劉以達 （英語：Tats Lau Yee Tat，1962年2月27日—），香港音樂人、作曲人、作曲家、歌手及演員，其流行組合達明一派成員的身份最廣為人知，在組合裡面他負責作曲、編曲及樂器演奏，其擅長演奏吉他、低音吉他和鍵琴等各式各樣的樂器。

## 背景

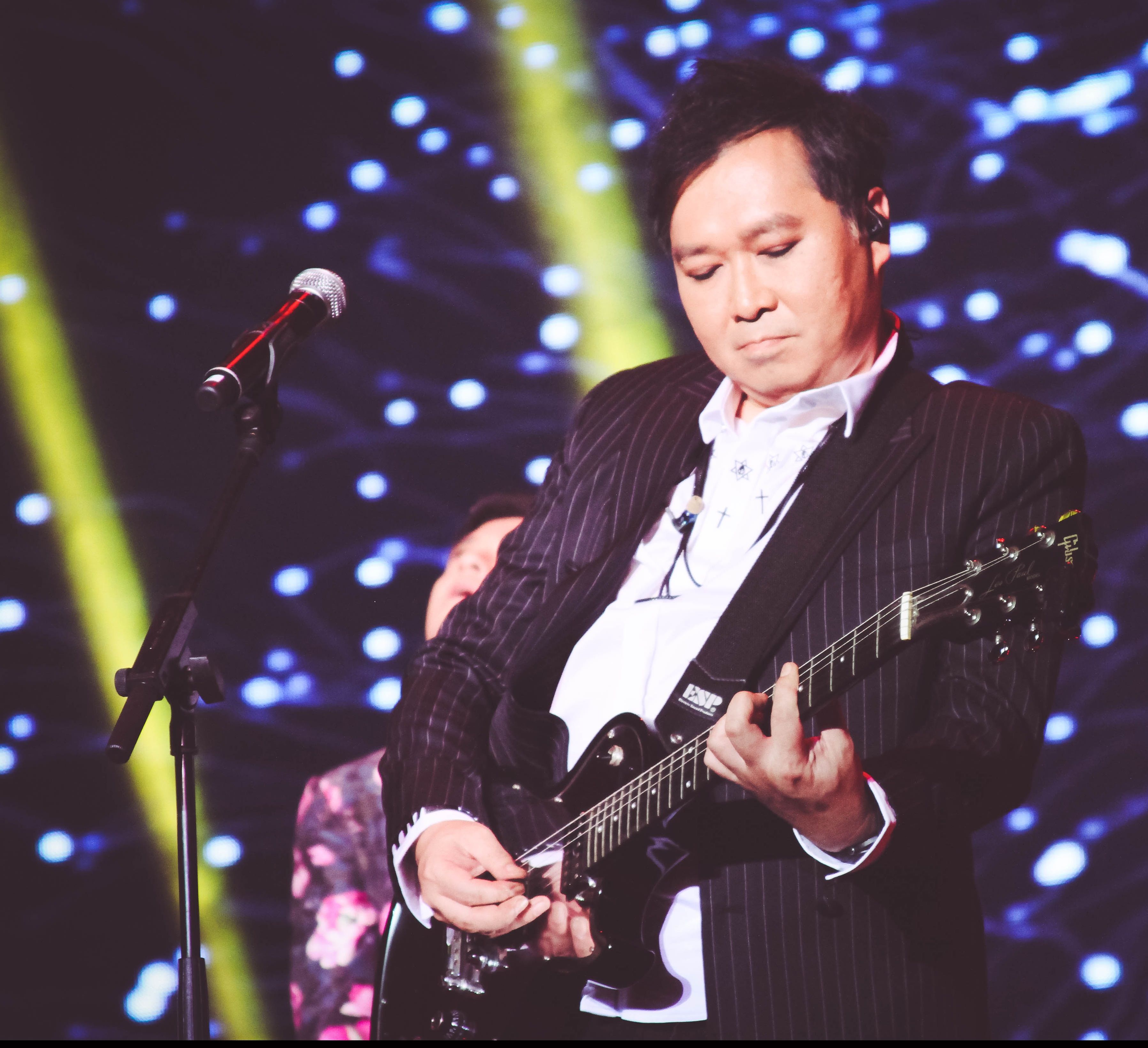
劉以達在寶麗金永恆金曲演唱會新加坡站（2014年）

劉以達小時候於九龍彩虹邨紅萼樓居住，就讀第一幼稚園、聖公會日修小學、大同中學、珠海書院（中學部）以及深水埗利瑪竇書院。他曾在搖滾吉他比賽中獲獎，在1980年組成他的首支樂隊DLLM。其結他技巧是從通利琴行學習得來的，再加上自學。
1984年，他登報尋找樂隊拍擋，與歌手黃耀明組成樂隊達明一派，對香港非主流音樂界影響深遠。
1991年，達明一派拆夥，劉曾先後成立「劉以達與夢」、「劉以達官立小學」等短期組合，其後於1996年1月29日為慶祝個人専輯《麻木》，劉以達舉行派對，黃耀明出席並宣佈復合。除此之外，他亦為其他歌手供曲和替電影配樂，並憑《誘僧》榮獲第三十屆金馬獎最佳電影配樂（與韋啟良共得）。
從九十年代中後期開始，劉參與多部電影幕前演出，尤善於演出冷笑匠的角色，代表作有《大內密探零零發》的「保龍一族情報人員」、《食神》的「夢遺大師」、《超時空要愛》的「大飛/劉備」等，其他參演作品有《安娜與武林》、《絕世好賓》等。此外他還參與過不少綜藝節目及經常亮相《獎門人系列》節目。
2006年，劉與廣州一女孩李璐璐組成「達與璐」，自資出輯同名專輯《達與璐》。2009年，劉組成本地樂隊Love Mission並推出專輯《劉以達@Love Mission》，收錄六首基督教福音歌曲。Love Mission其他成員包括鍾凱瑩（主音）、古惑貓（鍵琴、和唱）、黃文傑（低音結他）及鄧應祈（鼓）。兩年間，Love Mission參與了多個表演活動，並曾於澳洲三個城市巡迴演唱。

## 個人生活
劉以達曾篤信佛教，2000年獲賜法號「妙慧」。
2008年9月28日改信基督教，至同年11月領受洗禮，與妻子冼美珍一起成為基督徒。他與妻子並無子女。
他是日本和美國模型的收藏者。

## 個人作品

### 合輯
- 1984年：香港

### 錄音室專輯
| 發行年份      | 名字 |
| 1992年11月3日 | 末世極樂〔劉以達與夢〕 01.亂非亂時 02.Old Fashion 03.作不了主的愛人 04.明珠的婚姻 05.祝君好運 06.「植」民地 07.同林鳥 08.與你同眠 09.是我自願 10.玫瑰園 |
| 1996年        | 麻木 |
| 2001年        | 水底樂園 |
| 2006年        | 達與璐 |
| 2012年        | 希望之旅 |
| 2013年2月     | 第四度空間 |

### EP
- 2009年 《Love Mission》

### 為達明一派創作作品
- 以下作品皆由劉以達作曲及編曲

| 達明一派（EP）        |                 |
| - 繼續追尋 - 愛的作弄 | - 惑星 - 模特兒 |

| 達明一派II             |                           |
| - 迷惘夜車 - 亂 - 迷戀 | - 溜走的激情 - 一個夏雨天 |

| 石頭記                                                           |                                          |
| - 離（純音樂） - 馬路天使 - 美好「新世界」 - 無風的秋季 - 石頭記 | - 傷逝 - 崩裂 - 後窗 - 一個人在途上 - 棄 |

| 我等著你回來                                      |                                                   |
| - 今夜星光燦爛 - 溜冰滾族 - 大亞灣之戀 - 神奇女俠 | - 你望．我望 - 那個下午我在舊居燒信 - 別等 - 情探 |

| 你還愛我嗎                                     |                                    |
| - 末世情 - 半生緣 - 同黨 - 禁色（與黃耀明合寫) | - 沒有張揚的命案 - 你你我我 - 愛煞 |

| 夜未央                                               |                                                                      |
| - 最佳朋友 - 我有兩個 - 同黨 - 盡在今夜 - 情流夜中環 | - 世紀末顏色 - 天花亂墜 - Viva La Diva - 四季交易會 - 愛在瘟疫蔓延時 |

| 神經                                                      |                                                      |
| - 你情我願 - 諸神的黃昏 - 皇后大盜（與黃耀明合寫） - 天問 | - 講嘢 - 開口夢 - God save the Queen（與黃耀明合寫） |

| 其他                                                                   | |  |
| - 今天應該很高興（與黃耀明合寫） - 恐怖分子 - 回憶有罪 - It's My Party | - 我愛你 - 是我有錯嗎 - 我系一督屎 - 今天世上所有地方（與黃耀明合寫） - 我的男朋友（與黃耀明、蔡德才合寫） |  |

| 1+4=14（EP） |
| - 1+4=14     |

備註：
- 達明一派歷年作品中，《上路》《你還愛我嗎》《血色薔薇》《忘記他是她》及《十個救火的少年》由黃耀明作曲，劉以達負責編曲。

### 為其他歌手創作作品
張學友
- 人鬼獸（作曲，與Boomeat合作創作）

林憶蓮
- 無情實驗（作曲）

李克勤
- 情迷諜影（作曲）

張立基
- 末世風情（作曲、編曲、監製）
- 蛇舞（作曲、編曲、監製）

劉祖兒
- 末代畢業生（作曲）
- 追尋（作曲）

李麗蕊
- 異國印象（作曲）

譚詠麟
- 刺客（作曲，與盧東尼合編）
- 第一滴淚（作曲）
- 牆上的肖像（作曲）
- 領航燈
- 水中花（編曲，由簡寧創作）

許冠傑
- 我是太空人（作曲、編曲、監製）

黃凱芹
- 人間蒸發

徐小鳳
- 一縷情絲（編曲，由蔡國權創作並聯合監製）

劉德華
- 與孤獨在奔往

李婉華
- 藍（作曲、編曲、監製）
- 不羈的天空（作曲、監製）
- 同居關係（作曲、監製、與梁基爵合編）
- 偷月迷情（作曲、編曲、監製）

梁詠琪
- 時時事事試

王菲
- 誘惑我（作曲、編曲、監製）
- 流星（《di-dar》內版本僅作曲）

鄭伊健
- 情義難存

### 電影配樂
| 上映年份 | 戲名               |
| 1986年   | 戀愛季節           |
| 1988年   | 愛的逃兵           |
| 1989年   | 打工狂想曲         |
| 1990年   | 廟街皇后           |
| 1990年   | 千年女妖           |
| 1990年   | 警察扒手兩家親     |
| 1991年   | 驚天12小時         |
| 1991年   | 猛鬼入侵黑社會     |
| 1991年   | 五虎將之決裂       |
| 1992年   | 燈草和尚           |
| 1992年   | 神算               |
| 1992年   | 明月照尖東         |
| 1992年   | 女黑俠黃鶯         |
| 1993年   | 誘僧               |
| 1993年   | 情人知己           |
| 1993年   | 哥哥的情人         |
| 1993年   | 香港也瘋狂         |
| 1993年   | 冇警時分           |
| 1994年   | 秋月               |
| 1994年   | 醉生夢死之灣仔之虎 |
| 1994年   | 三個相愛的少年     |
| 1994年   | 沙甸魚殺人事件     |
| 1995年   | 富貴人間           |
| 1995年   | 偶遇               |
| 1996年   | 三個受傷的警察     |
| 1996年   | 四面夏娃           |
| 1996年   | 大內密探零零發     |
| 1998年   | 超時空要愛         |
| 2000年   | 少年十五十六時     |
| 2021年   | 遺愛               |

### 電影
| 上映年份 | 戲名                  | 角色                   |
| 1986年   | 戀愛季節              | 樂隊成員               |
| 1992年   | 籠民                  | 生哥                   |
| 1993年   | 七月十四              | 周Sir及孔明德的上司    |
| 1993年   | 新不了情              | 結他手阿達             |
| 1994年   | 正月十五之一生一世    | 鍾Sir                  |
| 1996年   | 大內密探零零發        | 情報人員               |
| 1996年   | 食神                  | 夢遺大師（少林寺方丈） |
| 1997年   | 求戀期                | 劫匪                   |
| 1997年   | 算死草                | 住持                   |
| 1998年   | 超時空要愛            | 大飛、劉備             |
| 1999年   | 玻璃樽                | 福來                   |
| 1999年   | 千王之王2000          | 千面人                 |
| 2000年   | 黑獄斷腸歌2之無期徒刑 | 神仙                   |
| 2000年   | 玻璃少女              | 初父                   |
| 2000年   | 茱麗葉與梁山伯        | 林嘉華                 |
| 2001年   | 漫画风云              | 华英雄                 |
| 2001年   | 老夫子2001            | Mark                   |
| 2001年   | 買兇拍人              | 輝                     |
| 2002年   | 一蚊雞保鑣            | 色魔                   |
| 2002年   | 風流家族              | 基                     |
| 2002年   | 絕世好B               | Romeo                  |
| 2002年   | 賤精先生              | 院長                   |
| 2003年   | 安娜與武林            | 負離子                 |
| 2003年   | 戀上你的床            | 塔父                   |
| 2003年   | 絕種鐵金剛            | 武器發明家             |
| 2003年   | 九個女仔一隻鬼        | 劉老師                 |
| 2004年   | 鬼馬狂想曲            | 偷雞小賊               |
| 2004年   | 絕世好賓              | 劉建明醫生             |
| 2004年   | 見習黑玫瑰            | 心理教授               |
| 2004年   | 失驚無神              | 劉叔                   |
| 2004年   | 我要做Model           | 評判劉野達             |
| 2004年   | 新警察故事            | 銀行經理               |
| 2004年   | 大無謂                | David                  |
| 2004年   | 追擊八月十五          | 麥基華                 |
| 2005年   | 龍咁威2之王母娘娘呢？ | 貓屎強                 |
| 2005年   | 情癲大聖              | 眾生相                 |
| 2006年   | 春田花花同學會        | 水手                   |
| 2006年   | 戀愛初歌              | Lobo                   |
| 2006年   | 黑拳                  | 乞丐                   |
| 2008年   | 大四喜                |                        |
| 2009年   | 流浪漢世界盃          | 牛華                   |
| 2010年   | 72家租客              | 醫生                   |
| 2010年   | 翡翠明珠              | 達                     |
| 2010年   | 抱抱俏佳人            | 趙先生                 |
| 2011年   | 算吧啦，老豆!         | 黑達明                 |
| 2012年   | 2012我愛香港喜上加囍  | 醫生                   |
| 2014年   | 青春鬥                |                        |
| 2015年   | 吉星高照2015          | 展覽場地負責人         |
| 2015年   | 葉問3                 | 校長                   |
| 2018年   | 毛俠                  | 流浪漢「醫師」         |
| 2019年   | 獅子山上              | 高級醫生               |

### 電視
- 1999年：中國大陸《鏡花緣傳奇》（於2005年華娛衛視播出）飾 林之洋（楊梅小仙）
- 2000年、2001年：香港電台《反斗英語》主持
- 2004年：亞洲電視《我和殭屍有個約會III永恆國度》飾 馬大龍
- 2009年：亞洲電視《亞洲星光大道》評審
- 2015年：無綫電視《網絡挑機》演出（方丈）

## 舞台劇
- 為1987年進念二十面體舞臺劇《石頭記》負責配樂及創作主題曲。
- 2009年《戀愛猜情尋》慈善音樂劇（與蔡少芬、黃凱芹、李彩華、雷安娜、陳鍵鋒、湯寶如、陳敏愷合作） （页面存档备份，存于）。

注：《戀愛猜情尋》是一齣為「加拿大世界宣明會」籌款的慈善巡迴演出音樂劇。演出日期是2009年5月10日在(温哥華）、5月12日(卡加利)、5月14日(愛民頓) No及 5月16 日（多倫多）。此音樂劇款的目的是幫助蒙古軟骨病兒童。 （页面存档备份，存于）

## 廣告
- 2016年：能得利軟糖（與李光洙及魯芬）

## 曾參與音樂會及演唱會
| 曾參與音樂會及演唱會列表     | 曾參與音樂會及演唱會列表                    | 曾參與音樂會及演唱會列表   | 曾參與音樂會及演唱會列表                       |
| ---------------------------- | ------------------------------------------- | -------------------------- | ---------------------------------------------- |
| 日期                         | 演唱會名稱                                  | 場地                       | 備註                                           |
| 1990年                       | 《達明一派我愛你演唱會》                    | 香港體育館                 | 「達明一派」拆夥紀念                           |
| 1996年                       | 《萬歲萬歲萬萬歲演唱會》                    | 香港體育館                 | 「達明一派」十周年紀念                         |
| 2004年                       | 《拉闊人山人海包圍達明一派音樂會》          | 香港體育館                 | 與人山人海合作                                 |
| 2004年                       | 《達明一派為人民服務20週年慶典音樂會》      | 香港體育館                 | 「達明一派」廿周年紀念                         |
| 2006年4月29日                | 《達明一派上海演唱會》                      | 上海大舞台                 |                                                |
| 2012年2月9日至14日           | 《Concert YY 黃偉文作品展》音樂會           | 香港體育館                 | 嘉賓之一，演繹《達明一派對》                   |
| 2012年4月20日至23日          | 《兜兜轉轉達明一派演演唱唱會》演唱會        | 香港體育館                 | 「達明一派」廿七周年紀念                       |
| 2012年10月6日                | 《大師榮耀 飄乎回歸 劉以達 希望之旅》演唱會 | 台北河岸留言西門紅樓展演館 |                                                |
| 2013年8月31日                | 《達明一派兜兜轉轉演演唱唱會廣州站》演唱會  | 廣州體育館                 |                                                |
| 2013年8月31日                | 《達明一派兜兜轉轉演演唱唱會廣州站》演唱會  | 廣州體育館                 |                                                |
| 2017年3月23至25日            | 《達明卅一派對》 演唱會                     | 香港體育館                 | 「達明一派」三十一周年紀念                     |
| 2020年11月13至15日及17至19日 | 《達明一派RePlay Live Part1》 演唱會        | 伊利沙伯體育館             | 重新完整演繹《意難平》、《神經》兩張專輯內歌曲 |
| 2024年2月23-24日             | 《劉以達「尋根」作品展》音樂會              | 麥花臣場館                 |                                                |

## 著作
- 2022年：《方丈尋根記》
- 2024年：《方丈尋根記 II 》

## 外部連結
訪問：
- 劉以達 別以為我無所謂 (明報) （页面存档备份，存于）
- 但願長醉不願醒　劉以達 (香港壹週刊 856期) （页面存档备份，存于）
- 香港電台《守下留情》1
- 香港電台《守下留情》2
- 香港電台《守下留情》3
- 香港電台《守下留情》4
- 香港電台《守下留情》5

其他：
- 劉以達官方音樂網站
- 劉以達Tats Lau的Facebook專頁
- 香港劉以達的新浪微博
- 劉以達在互联网电影资料库（IMDb）上的資料（英文）（英文）
- 在AllMovie上劉以達的頁面（英文）
- 劉以達在香港影庫上的簡介
- 劉以達在豆瓣上的资料（简体中文）
- 劉以達在时光网上的簡介（简体中文）